# Gordana Spasic
Gordana Spasić, född den 17 september 1988 i Belgrad, är en svensk poet och kritiker. 
Tillsammans med Johanna Frid utkom Spasić 2017 med Familieepos, vilken nominerades till Sveriges radios lyrikpris och Katapultpriset. Sedan 2017 är Spasić även kritiker i Göteborgs-Posten.